# ولاریس
ولاریس (به انگلیسی: Volaris) یک شرکت هواپیمایی با کد یاتا Y4 است که در ۲۰۰۴ میلادی تأسیس شده و در ۲۰۰۵ فعالیتش را آغاز کرده‌است. دفتر مرکزی ولاریس در مکزیکو سیتی، مکزیک واقع شده‌است و به ۶۲ مقصد، پرواز انجام می‌دهد.